# 김이재 (1961년)
김이재(金伊財, 1961년 12월 13일 ~ )은 대한민국 전라북도의회 의원이다.

## 학력
- 조선대학교 시각디자인학 학사
- 원광대학교 대학원 미술학 석사(섬유미술 전공)

## 경력
- 한국공예문화협회 이사
- 전라북도관광협회 부회장
- 베니키아 한성호텔 대표
- 더불어민주당 전라북도당 직능위원장
- 2018년 7월 1일 ~ 2022년 6월 30일: 제11대 전라북도의회 의원
  - 2018.07 ~ 2020.06: 제11대 전라북도의회 전반기 행정자치위원회 위원
  - 2020.07 ~ 2022.06: 제11대 전라북도의회 후반기 윤리특별위원회 위원
- 2022년 7월 1일 ~ : 제12대 전라북도의회 의원
  - 2022.07 ~ : 제12대 전라북도의회 전반기 행정자치위원회 위원장

## 역대 선거 결과
|  | 42.82% |

|  | 61.17% |

|  | 61.96% |